# Niecka Lwówecka
Niecka Lwówecka (332.269) – mikroregion w południowo-zachodniej Polsce, w Sudetach Zachodnich, w południowo-zachodniej części województwa dolnośląskiego. Według podziału fizycznogeograficznego Jerzego Kondrackiego mikroregion leżący w  południowo-wschodniej części mezoregionu Pogórza Izerskiego.

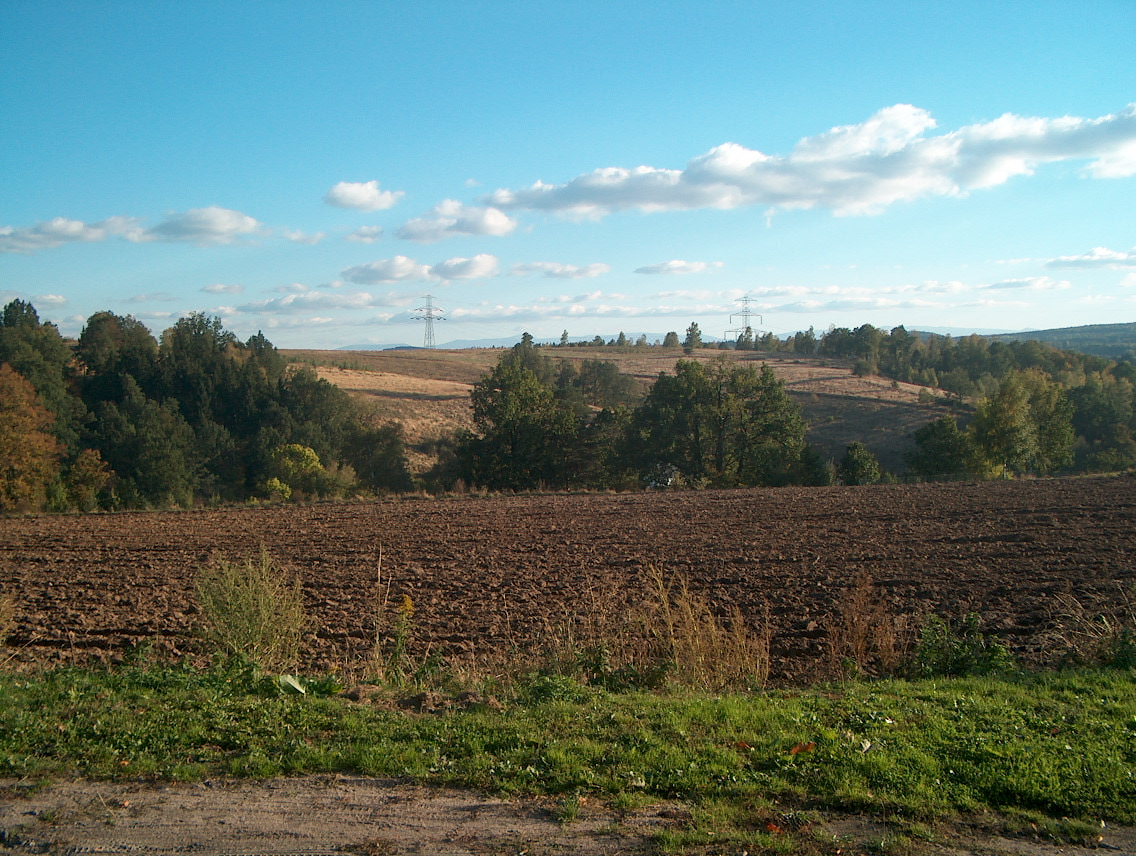
Niecka Lwówecka w okolicy Lwówka Śl

## Opis
Niecka Lwówecka, tektoniczna zaklęsłość o płaskiej powierzchni, której średnie wysokości wynoszą od 200 do 300 m n.p.m., położona  w dorzeczu Kwisy i Bobru w północno-wschodniej części Pogórza Izerskiegoj. Niecka podzielone jest na kilka części dolinami potoków. Od północy graniczy z Borami Dolnośląskimi, od wschodu z Doliną Bobru, która oddziela Nieckę od Pogórza Kaczawskiego, od zachodu z Wzniesieniami Gradowskimi a od południa nieckę zamyka Rów Wlenia. Nieckę Lwówecką tworzy ciąg łagodnych, falistych powierzchni o różnorodnej morfologii. Obszar Niecki jest atrakcyjny krajobrazowo, urozmaicony dolinami potoków, a jego walory estetyczne podnoszą kompleksy leśne.

## Hydrologia
Obszar należy do zlewni rzeki Bóbr. Bezpośrednie sąsiedztwo z rzeką Srebrna i Słotwina zaszeregowuje go do zlewni niższych rzędów. Wszystkie wody płynące w obszarze Niecki mają charakter podgórski i charakteryzują się dużymi wahaniami stanów wody. Najwyższe stany i wezbrania powodziowe odnotowuje się w miesiącach letnich czerwcu i lipcu. W obrębie obszaru Niecki nie są zlokalizowane  naturalne zbiorniki wodne. Główną rzeką odwadniającą Nieckę jest Bóbr, której dopływy zbierają wody z obszaru obniżenia. Ponadto sieć rzeczną tworzą potoki: Srebrna, Słotwina, Płóczka, Kwilica i Wilczyca.

## Budowa geologiczna
Niecka Lwówecka płaskie obniżenie tektoniczne obniżone względem jej obramowań: południowo-zachodniego zbudowanego z łupków metamorficznych jednostki Pilchowic i północno-zachodniego, utworzonego ze skał osadowych siodła płakowickiego i niecki jerzmanickiej, natomiast jest wyniesiona względem rowu Wlenia. Niecka Lwówecka jest rowem tektonicznym ograniczonym od północnego wschodu uskokiem lwówecko-świerzawskim, od północnego zachodu północnym uskokiem plawniańskim i od południowego wschodu uskokiem Marczowa. Położona jest w zasięgu bloku sudeckiego, w jednostce tektonicznej Niecka północnosudecka, rozciągającej się w między Kwisą i Bobrem. Średnie wysokości Niecki Lwóweckiej wynoszą od 200 do 300 m n.p.m. Jej podłoże budują piaskowce triasowe i kredowe, przykryte utworami czwartorzędowymi. Od strony zachodniej obszar graniczy z Wzniesieniami Gradowskimi, zbudowanymi z łupków sylurskich i czerwonych zlepieńców permskich. Obszar obejmuje ciąg skał piaskowcowych pochodzących z turonu, wyniesionych ok. 50 m ponad dno doliny Bobru.

## Gleby
Na obszarze Niecki dominują gleby płowe, wykształcone z piasków gliniastych i glin oraz typowe dla dolin rzecznych mady (wg opracowania ekofizjograficznego dla województwa dolnośląskiego).

## Klimat
Obszar Niecki według rejonizacji pluwiotermicznej Polski położony jest w obrębie regionu klimatycznego podgórskiego, natomiast według podziału na dzielnice rolniczo-klimatyczne należy on do dzielnicy podsudeckiej. Klimat kształtowany jest przez masy powietrza polarno-morskiego napływające znad Atlantyku, oraz w mniejszym stopniu masy powietrza polarno-kontynentalnego napływające znad północno-wschodniej Europy charakteryzującego się zwiększoną ilością opadów atmosferycznych oraz stosunkowo niskimi średnimi rocznymi temperaturami. Obszar charakteryzują podgórskie warunki klimatyczne, znacznie łagodniejsze od panujących w Sudetach, a surowsze od warunków Niziny Śląskiej. Miesiącem najcieplejszym jest lipiec o średniej temperaturze około 17 °C, a najchłodniejszym styczeń o średniej temperaturze od –2 do –3 °C. Średnia roczna temperatura powietrza waha się w granicach od 6 do 8 °C. Średnie roczne sumy opadów atmosferycznych utrzymują się w granicach 600–900 mm. Największe opady notowane są w lipcu i sierpniu a najmniejsze w lutym, marcu i listopadzie. Lato i zima trwają po około 12 tygodni. Pierwszy opad śniegu występuje zazwyczaj w okolicach pierwszej dekady listopada, natomiast ostatni opad ma miejsce w kwietniu. Okres wegetacyjny trwa od 180 do 200 dni w roku.

## Krajobraz
Krajobraz wyżynny silnie rozciętych przez potoki i ich dopływy. Obszar Niecki Lwóweckiej obniża się w kierunku północno-wschodnim. Na przeważającym obszarze dominują grunty orne, łąki i pastwiska, jedynie południową część Niecki porastają lasy. W przeważającej części krajobraz kształtują działania z zakresu gospodarki rolnej. Obszar w zdecydowanej większości zajmują tereny rolnicze i zabudowania. Krajobraz w większości przeobrażony, pierwotny charakter krajobrazu w znikomym stopniu został zachowany.

## Zwierzęta i rośliny
Roślinność obszaru należy do piętra pogórza. Ze względu na położenie geograficzne,warunki klimatyczne, dużo małych cieków wodnych, średni stopień zalesienia, znaczna ilość pól uprawnych, pastwisk i łąk o znacznym zróżnicowaniu gatunkowym, flora i fauna jest stosunkowo bogata. Na obszarze niecki występują: lisy, jastrzębie, sarny, zające, gronostaje, dziki, piżmaki, przejściowo jelenie, jeże, kaczki krzyżówki, łabędzie, kuropatwy, wróble, jaskółki, sroki, bażanty, czaple, sikorki, gile, gołębie, grzywacze, borsuki, jenoty, kuny, tchórze.	
Rozmieszczenie terenów leśnych jest nierównomierne, przeszłości obszar został w większości wylesiony i zagospodarowany na użytki rolne (grunty orne, łąki, pastwiska). W strukturze gatunkowej dominują: świerk, sosna, dąb i brzoza. W regionie można spotkać takie rośliny jak: czarny bez, czerwona jarzębina, szakłak pospolity, barwinek pospolity, macierzanka piaskowa, brzoza ojcowska, buk zwyczajny, cis pospolity, dąb, jodła, kasztanowiec zwyczajny, lipa, topola, sosna, leszczyna.

## Ochrona
Na obszarze Niecki wyznaczona została strefa dla ochrony krajobrazu kulturowego miejscowości: Kotliska, Niwnice, Płóczki Dolne. Obejmuje ona obszar krajobrazu związanego integralnie z zespołami zabytkowymi oraz obszary o charakterystycznym wyglądzie, ukształtowane w wyniku działalności człowieka. Działania konserwatorskie w strefie obejmują restauracje zabytkowych elementów  krajobrazu urządzonego, ochronę krajobrazu naturalnego przestrzennie związanego z historycznym założeniem, ochronę form i sposobu użytkowania terenów takich jak: rozłogi pól, układ dróg, miedz, zadrzewień śródpolnych, alei, szpalerów, grobli, stawów, przebiegu cieków wodnych z zaleceniem utrzymania wykształconego sposobu parcelacji gruntów i formy użytkowania.

## Miejscowości
Dębowy Gaj, Kotliska, Mojesz, Niwnice, Płóczki Dolne, Radłówka, Rakowice Małe, Rakowice Wielkie

## Turystyka
Walory środowiska przyrodniczego i kulturowego urozmaicona rzeźba terenu z licznie występującymi kompleksami leśnymi, miejscami widokowymi ukazującymi panoramę oraz różnorodność budowy geologicznej sprawia, że obszar odznacza się wysokimi walorami krajobrazowymi.
Na obszarze niecki m.in. znajdują się: Panieńskie Skały, Szwajcaria Lwówecka, pola agatowe, zespół jaskiń krasowych: Czerwona, Lisia i Górna koło miejscowości Płóczki Dolne.
Przez obszar niecki prowadzą szlaki turystyczne:
- – niebieski – prowadzący z Grodźca przez Lwówek Śląski, wzniesienie Kołodziej, Lubomierz do Mirska i dalej.
- – zielony – prowadzący z Bolesławca przez Lwówek Śląskie, wzniesienie Kołodziej, Lubomierz do Gryfowa Śląskiego i dalej.
- – czarny – z Lwówka Śląskiego do Rzęsin.